# Halles de Saint-Pierre-sur-Dives
Les halles de Saint-Pierre-sur-Dives sont un édifice situé à Saint-Pierre-sur-Dives, en France.

## Localisation
Le monument est situé dans le département français du Calvados, sur la commune de Saint-Pierre-sur-Dives.

## Historique
L'édifice du XVe siècle est classé au titre des monuments historiques le 6 mars 1889. Il occupe aujourd'hui encore les mêmes fonctions qu'à l'origine : le marché.